# Petr Král
Petr Král, wcześniej Petr Chrzanovský (ur. 4 września 1941 w Pradze, zm. 17 czerwca 2020 tamże) – czeski poeta, literat, tłumacz i historyk filmu piszący po czesku i francusku.

## Życiorys
Nazwisko Král przejął w 1950 roku po ojczymie. W latach 1960–1965 studiował dramaturgię na Wydziale Filmowym i Telewizyjnym Akademii Sztuk Scenicznych w Pradze, z przerwą na obowiązkową służbę wojskową. Po studiach pracował w wydawnictwie Orbis, w którym zajmował się redakcją serii dotyczących filmu. Publikował wiersze, eseje i teksty teoretyczne w takich periodykach, jak „Kultura”, „Literární noviny”, „Plamen”, czy „Host do domu”.
Po wkroczeniu sił zbrojnych państw Układu Warszawskiego do Czechosłowacji wyjechał do Paryża. Tam z początku imał się różnych zajęć, po czym pracował m.in. jako tłumacz, krytyk i scenarzysta. Jego recenzje filmowe i literackie ukazywały się w „Le Monde” oraz w „L´Express”. Należał m.in. do redakcji pisma „Le Mâche-Laurier” poświęconego poezji, czy filmowego magazynu „Positif”. Napisał także hasła dotyczące surrealizmu, czeskiego malarstwa i filmu do francuskich słowników encyklopedycznych, w tym do Dictionnaire Larousse du cinéma (1986) i do Dictionnaire universel des littératures (1994).
Studiował historię i teorię filmu na uniwersytecie w Nanterre, a w 1995 roku uzyskał doktorat na Uniwersytecie Paryskim. Wykładał w Paryżu, Lyonie oraz na Uniwersytecie Masaryka w Brnie. Od połowy 1990 roku do wiosny 1991 piastował stanowisko attaché kulturalnego ambasady Czechosłowacji w Paryżu. W 2012 powstał o nim telewizyjny film dokumentalny pod tytułem Král nic nedělá.
Jest laureatem nagrody im. Jeana Arpa (2016) oraz czeskiej Nagrody Państwowej w dziedzinie literatury (2016). W 2019 otrzymał nagrodę Akademii Francuskiej. 
Od 2006 roku mieszkał w Pradze.

## Twórczość
Jego pierwsze wiersze zostały opublikowane w 1958 roku. W latach 1959–1969 angażował się w działalność praskiej grupy postsurrealistycznej, której przewodził Vratislav Effenberger. W tym okresie Král napisał kilka tomów wierszy w poetyce surrealizmu, których nie opublikowano, ale były kolportowane wśród znajomych. Stworzył także dwie sztuki teatralne: Nebezpečné domy (wraz z Effenbergerem) oraz Počítání básníků (z Prokopem Voskovcem). Był również współautorem dwóch wystaw: Symboly obludnosti i Princip slasti.
We Francji dołączył m.in. do paryskich surrealistów, a jego teksty ukazywały się w ich periodykach. Pod koniec lat 70. zaczął publikować wiersze po francusku, a jego poezja nabrała w tym okresie lapidarności. Jego pierwszym opublikowanym tomikiem poetyckim był napisany po francusku &Cie (Paryż, 1979). Z kolei jego pierwszy tomik po czesku, czyli Prázdno světa, ukazał się w 1986 roku w Monachium. Na emigracji pisał nie tylko pod swoim nazwiskiem, ale korzystał także z pseudonimów Alex Bojar, René Sidkar, Tomáš Sýs oraz Vilém Turek. Przetłumaczył na francuski m.in. trzytomowy zbiór wierszy Jaroslava Seiferta, prozę Ludvíka Vaculíka oraz trzy antologie czeskiej poezji.
Po 1989 roku teksty Krála zaczęły się ukazywać w czechosłowackich i czeskich pismach, takich jak „Literární noviny”, „Tvar”, „Světová literatura”, czy „Respekt”. Pisał także wprowadzenia i komentarze do czeskich i zagranicznych publikacji dzieł czeskiej literatury, w tym do dzieł Vratislava Effenbergera, Daniely Hodrové, Bohumila Hrabala, czy Vítězslava Nezvala. Jego pierwszym tomikiem poetyckim, który ukazał się w kraju, był Právo na šedivou (1991).
Fragmenty jego twórczości zostały przetłumaczone na polski m.in. przez Katarzynę Filgasovą, Zbigniewa Macheja i Leszka Engelkinga. W 2020 roku, nakładem Państwowego Instytutu Wydawniczego, ukazał się zbiór eseistycznych próz Pojęcia podstawowe w tłumaczeniu Zbigniewa Macheja.

## Publikacje
Jest autorem następujących utworów:
- 2016: Kolem vejce čili Shlukování
- 2015: Vlastizrady
- 2015: A byli jsme...
- 2015: Město je náš les
- 2013: Sebrané básně I (pierwszy tom wierszy zebranych)
- 2013: Pařížské sešity
- 2013: Přivítat pondělí
- 2011: Medové kuželky
- 2010: Den
- 2010: Zaprášené jeviště
- 2008: Zpráva o místech
- 2006: Svědek stmívání: Pěší román
- 2006: Hm čili Míra omylu
- 2006: Úniky a návraty (wywiad z R. Kopáčem)
- 2005: Přesuny
- 2005: Arco a jiné prózy
- 2004: Bar Příroda čili Budoucnost 5 km
- 2004: Masiv a trhliny
- 2002: Základní pojmy
- 2000: Praha
- 2000: Pro anděla
- 1998: Chiméry a exil
- 1998: Groteska čili Morálka šlehačkového dortu
- 1997: Staronový kontinent
- 1996: Soukromý život
- 1996: Pařížské sešity
- 1994: Tyršovské přeháňky
- 1994: Fotografie v surrealismu
- 1994: Arsenál
- 1993: Voskovec a Werich čili Hvězdy klobouky
- 1992: Med zatáček čili Dovětek k dějinám
- 1991: Právo na šedivou
- 1991: Pocit předsálí v aixské kavárně
- 1990: P. S. čili Cesty do ráje (wyd. w Toronto)
- 1989: Éra živých (zbiór wierszy z lat 1959–1980, wyd. w Monachium)
- 1987: Svědek stmívání
- 1986: Prázdno světa (wyd. w Monachium)
- 1981: Routes du Paradis (po francusku)
- 1979: &Cie (poezja, po francusku)
- 1969: Vlasta Burian (z A. Králem)